# Sideroxylon moaense
Sideroxylon moaense är en tvåhjärtbladig växtart som först beskrevs av Johannes Bisse och J.E.Gut., och fick sitt nu gällande namn av J.E.Gut. Sideroxylon moaense ingår i släktet Sideroxylon och familjen Sapotaceae. Inga underarter finns listade i Catalogue of Life.